# EuroBic
O EuroBic (EB) era um banco privado de direito português, de capitais luso-angolanos, com sede em Lisboa.
Com uma estrutura acionista idêntica à do Banco BIC S.A (Angola), o EuroBic integrava, até ser vendido, acionistas de referência do mercado empresarial, nomeadamente do setor bancário, bem como da vida económica financeira. 

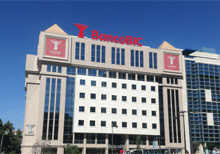
Sede do Euro Bic na Av. António Augusto Aguiar em Lisboa

Detia duas centenas de agências que cobriam todo o território nacional, após a aquisição do Banco BPN ao Estado Português, o EuroBic apresentava-se ao mercado numa lógica de retalho bancário. O corporate e o private banking eram dimensões relevantes na sua atividade. 
Em 2024, o banco foi adquirido pelo espanhol Abanca, atuando sob marca de transição EuroBic Abanca até se integrar totalmente no banco espanhol.